# Telmatactis cricoides
Telmatactis cricoides is een zeeanemonensoort uit de familie Isophelliidae.
Telmatactis cricoides is voor het eerst wetenschappelijk beschreven door Duchassaing in 1850.